# Bapraula
Bapraula es una ciudad censal situada en el distrito de Delhi occidental,  en el territorio de la capital nacional,  Delhi (India). Su población es de 52744 habitantes (2011).

## Demografía
Según el censo de 2011 la población de Bapraula era de 52744 habitantes, de los cuales 28382 eran hombres y 24362 eran mujeres. Bapraula tiene una tasa media de alfabetización del 82,44%, inferior a la media estatal del 86,21%: la alfabetización masculina es del 90,27%, y la alfabetización femenina del 73,22%.